# Château Sec
Château Sec est une résidence privée construite durant la seconde moitié des années 1960 et située dans le 9e arrondissement de Marseille, plus précisément dans le quartier de Mazargues. Elle inclut la tour Altitude 117 réputée pour être l'une des plus hautes tours d'habitation de Marseille.

## Historique
La construction de l'ensemble s'inscrit dans le processus d'urbanisation des quartiers sud de Marseille dont de grandes parties étaient encore occupées par des bastides ou des « campagnes » (terrains privés boisés ou cultivés, entourés de murs). Le projet est porté par l'entrepreneur et promoteur Georges Laville. Il confie la conception aux architectes associés Bernard Laville (son fils, né en 1928, également connu pour avoir participé à la conception du Grand Pavois) et Mario Fabre (né en 1933).
Le permis de construire est délivré en 1962. La construction est réalisée en plusieurs tranches livrées entre 1965 et 1968.
Initialement ouverte, la résidence est fermée depuis 2000, ou plus précisément semi-fermée du fait de la nécessité de laisser un accès libre aux commerces en journée. Cette évolution s'inscrit dans une tendance générale, commune à la plupart des résidences de relatif standing depuis la fin des années 1990.

## Description
La résidence compte six immeubles d'habitation : une grande tour de 25 étages (bâtiment Altitude 117), deux autres tours plus petites de 17 et 15 étages (bâtiments L'Horizon et La Mer) et trois barres de 6 à 10 étages (bâtiments Les Collines, Le Soleil et Le Provence). Les trois tours sont attenantes à une dalle abritant des services collectifs. Les trois barres rayonnent à partir de cet îlot central. L'ensemble compte environ 500 logements.

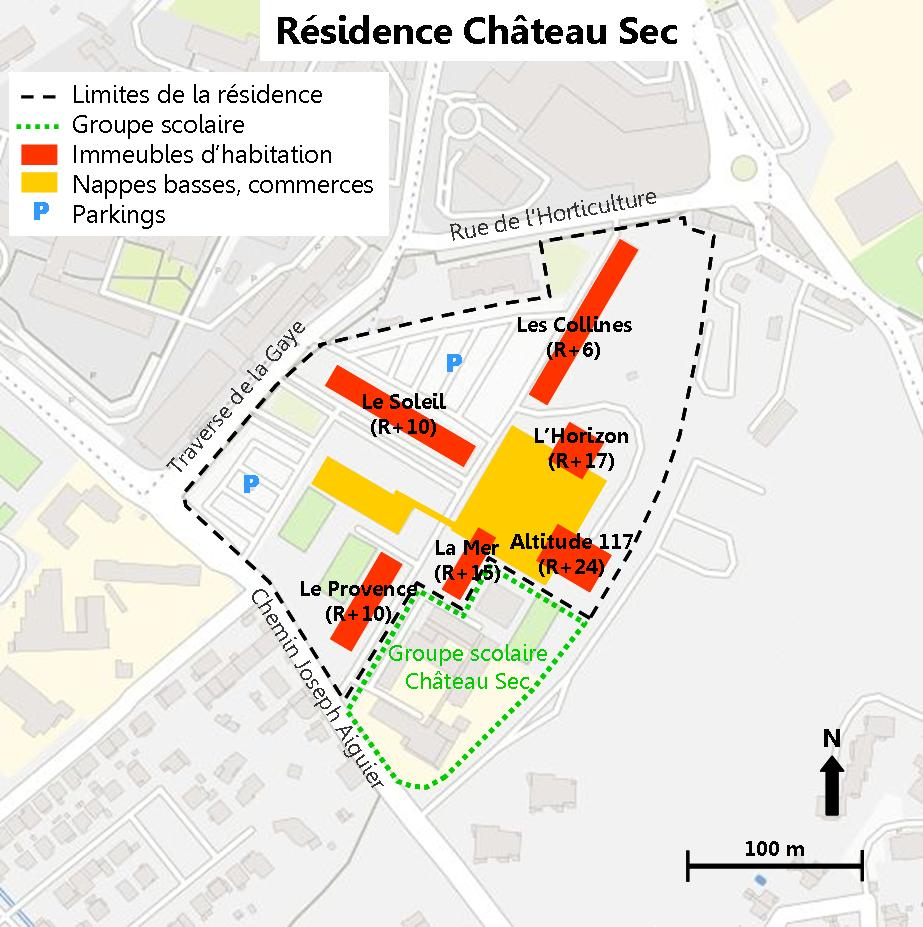
Schéma d'implantation

La tour Altitude 117, avec ses 25 étages, est la troisième plus haute tour d'habitation de Marseille, derrière le Grand Pavois et la tour de la Rouvière. Son nom indique l'altitude de son dernier étage ou de son toit.
La résidence inclut des commerces, des parkings, des terrains de tennis, jardins et jardin d'enfants, des locaux de diverses activités. Elle forme un tout cohérent avec le groupe scolaire Château Sec (école maternelle, école élémentaire et centré aéré) qui a ouvert ses portes lors de la rentrée 1967.
Outre l'organisation générale des bâtiments, la principale singularité de l'ensemble réside dans la grande diversité des principes architecturaux utilisés pour les immeubles d'habitation. Cette diversité concerne par exemple les hauteurs (de 6 à 25 étages), les volumes (à l'image des trois tours dont les sections sont respectivement en H, carrée et rectangulaire), les parties basses (sur dalle pour la grande tour, avec des commerces pour l'immeuble Le Soleil), les modes de distribution des appartements (usage atypique de coursives pour les immeubles Les Collines et La Mer), les modénatures (originale pour la tour L'Horizon, évoquant l'architecture japonaise)... L'unité visuelle est obtenue grâce au tramage des façades (notamment l'homogénéité des lignes verticales partout espacées de 4 m) et les peintures bichromes claires.  

## Reconnaissance
L'ensemble Château Sec reçoit en 2006 le label Patrimoine du XXe siècle, devenu depuis 2016 le label Architecture contemporaine remarquable.
Cette labellisation fait suite à l'étude « Ensembles et résidences à Marseille 1955-1975 » réalisée en 2004 par l'architecte Thierry Durousseau sur commande de la DRAC Provence-Alpes-Côte d'Azur, publiée en 2005. Celle-ci recense environ 480 ensembles de plus de 100 logements construits à Marseille entre 1955 et 1975, parmi lesquels un comité de pilotage a sélectionné 80 ensembles « sur la base de critères esthétiques, mais aussi du point de vue de l'histoire des techniques, des évolutions politiques, culturelles, économiques et sociales » pour l'établissement de fiches monographiques plus détaillées. Une vingtaine d'entre eux ont finalement été sélectionnés pour recevoir le label Patrimoine du XXe siècle en novembre 2006.